# 竃戸
竃戸（そうこ）とは、中国で塩を生産する戸を指す歴史的な用語である。また、亭戸・塩戸・煎塩戸などの呼び方もある。

## 概要
塩の売買に専売制を導入したのは、漢の武帝代に始まる。それが確立するのは、唐の中期頃である。一方、塩の生産者には、その過重労働のゆえ、漢代には罪人が充てられた。唐代に至ると、労役として軍人や人民が、その労働に服していた。やがて次第に専業の生産者が生業とするようになり、既に五代には、竃戸の名が見られる。その後、明代では、製塩業者は、殆ど全てが竃戸になっていた。
明代には、竃戸に対して製塩器具・製塩資金が官より支給されており、その代償に、その生産塩は官への上納が義務づけられていた。また、各竃戸に対しては、塩の生産額も取り決められており、その一定量に含まれる生産塩を「正塩」と呼んだ。これに対して、規定量以外の生産塩は「余塩」と呼ばれたが、この余塩の方も、全て官に買い上げされていた。また、竃戸にとっては、塩の生産が労役と見なされたため、その他の雑役は全て免除されていた。
明の中期以後、両淮地方や両浙地方の大製塩地に、山西商人や新安商人が移り住み、製塩に従事し始めた。商人たちは塩場を購って私有したため、従来の竃戸たちは窮乏し、新来の商人たちに雇用されるようになった。これを「商竃」と呼ぶ。この風は、清朝にまで及び、やがて塩の専売制度が瓦解する一因となった。